# Tariel Kaziev
Tariel Kaziev es un deportista kazajo que compitió en judo. Ganó una medalla de bronce en el Campeonato Asiático de Judo de 1997, en la categoría de –60 kg.

## Palmarés internacional
| Campeonato Asiático | Campeonato Asiático | Campeonato Asiático | Campeonato Asiático |
| Año                 | Lugar               | Medalla             | Categoría           |
| ------------------- | ------------------- | ------------------- | ------------------- |
| 1997                | Manila (Filipinas)  | Medalla de bronce   | –60 kg              |